# Richard de Mandra
Richard de Mandra (en italien : Riccardo di Mandra) est un baron italo-normand du royaume de Sicile, personnage important de la Cour sous les règnes des rois Guillaume Ier (1154-1166) et Guillaume II (1166-1189).

## Biographie
Richard de Mandra apparaît dans les années 1150 au début du règne tumultueux du roi Guillaume Ier de Sicile, lorsque ce dernier doit faire face à une grave révolte de barons qui n'ont pas hésité à s'allier à l'Empire byzantin. En 1160 et 1161, lorsqu'une nouvelle révolte de barons éclate, Richard prend le parti des chefs rebelles : Simon de Tarente, demi-frère du roi Guillaume, Tancrède de Lecce, neveu du roi, et Roger Sclavo, comte des Lombards de Sicile. Les barons rebelles songeaient à renverser le roi et à porter au pouvoir son fils Roger, un enfant âgé de neuf ans. Lorsqu'en mars 1161 les rebelles réussissent à rentrer dans Palerme, capitale du royaume, et à pénétrer de force dans le palais royal, le roi Guillaume, paniqué, tente vainement de fuir : des barons foncent sur lui pour le massacrer mais Richard de Mandra sauve la vie du roi en s'interposant à temps. Lorsque le roi reprit la situation en main, il punit sévèrement les rebelles et récompensa Richard de Mandra en le faisant connétable.
À la mort du roi (1166), qui laisse pour successeur un adolescent, Guillaume, Richard de Mandra reste proche du pouvoir et est bientôt nommé chancelier du royaume par la reine Marguerite de Sicile. L'aristocratie avait en effet réclamé un représentant dans le conseil du roi et le caïd Pierre décida la reine Marguerite à donner satisfaction à cette demande. En choisissant le connétable Richard, Marguerite s'assura l'appui de tous les chevaliers mercenaires dont Richard avait le commandement.
En 1167, il est accusé selon Hugues Falcand d'avoir une relation intime avec la reine, peut-être une invention de la part de ses détracteurs, parmi lesquels Gilbert de Gravina, jaloux de son pouvoir et de son influence auprès de cette dernière.
À partir de 1168, on retrouve Richard de Mandra à la tête du grand comté de Molise, succédant au comte Hugues II de Molise. La même année, il est accusé par deux barons, Bohémond II de Tarse et Robert de Caserte, de conspirer contre le chancelier Étienne du Perche, et de détenir injustement la place de Mandra et d'avoir usurpé diverses possessions de la couronne. Bohémond s'offrit même à prouver par le duel judiciaire que Richard était un comploteur. Ce dernier se défendit avec énergie et nia avoir pris part au complot formé contre la vie du chancelier, mais dut passer devant un tribunal : reconnu coupable, Richard de Mandra injuria les juges et aggrava son cas et fut emprisonné à Taormine.
Peu de temps après, une révolte populaire éclate à Messine : les Français, venus en Sicile avec Étienne du Perche, sont massacrés. Certains barons hostiles au jeune chancelier en profitent pour se joindre à la révolte. Des rebelles allèrent assiéger Taormina et libérèrent Richard de Mandra qui s'allia aux chefs de la rébellion composée notamment de Roger, comte de Geraci et du comte Henri de Montescaglioso. Devant l'ampleur de la révolte, Étienne du Perche fut forcé de quitter le pouvoir et la Sicile. Après son départ, Richard de Mandra et d'autres chefs de la révolte débarquèrent victorieux à Palerme avec vingt-trois galères. Ils instituèrent auprès de la reine Marguerite un conseil composé de dix familiers ou un décemvirat, parmi lesquels on retrouvait Richard de Mandra, Roger de Geraci et Henri de Montescaglioso.
Il est encore cité dans un diplôme daté de mai 1169.

## Sources primaires
- Hugues Falcand, Le livre du royaume de Sicile
- Romuald de Salerne, Chronique